# Hamadryas mexicana
Hamadryas mexicana är en fjärilsart som beskrevs av Lucas 1853. Hamadryas mexicana ingår i släktet Hamadryas och familjen praktfjärilar. Inga underarter finns listade i Catalogue of Life.